# SuperCharger
I SuperCharger sono un gruppo musicale hard-rock danese formatasi a Copenaghen nel 2007.

## Formazione
- Mikkel Neperus – voce
- Thomas Buchwald – chitarra ritmica/solista- voce addizionale
- Benjamin Funk – batteria
- Karsten Dines Johansen – basso - voce addizionale
- Ronni Clasen – tastiere

## Discografia

### Album in studio
- 2009 – Handgrenade Blues
- 2011 – That's How We Roll
- 2014 – Broken Hearts and Fallaparts
- 2018 – Real Machine